# Paris-Tours 2021
Le Paris-Tours 2021 est la 115e édition de cette course cycliste masculine sur route. Il a lieu le 10 octobre 2021 entre Chartres et Tours, sur une distance de 213 kilomètres, et fait partie du calendrier des UCI ProSeries en catégorie 1.Pro. 

## Présentation

### Équipes
Vingt-deux équipes sont au départ de la course : dix équipes UCI WorldTeam, dix équipes continentales professionnelles et deux équipes continentales.
| WorldTeams (10)- Team DSM - AG2R Citroën Team - Trek-Segafredo - Groupama-FDJ - Lotto Soudal - Cofidis - Jumbo-Visma - Bora-Hansgrohe - Israel Start-Up Nation - Intermarché-Wanty-Gobert Matériaux ProTeams (10)- Alpecin-Fenix - TotalEnergies - B&B Hotels p/b KTM - Arkéa-Samsic - Uno-X Pro Cycling Team - Delko - Bingoal Pauwels Sauces WB - Sport Vlaanderen-Baloise - Euskaltel-Euskadi - Equipo Kern Pharma Équipes continentales (2)- Saint Michel-Auber 93 - Xelliss-Roubaix Lille Métropole |
| |

## Déroulement de la course
À l'issue du deuxième chemin de vigne (à 46 kilomètres de l'arrivée), le groupe de tête ne compte plus que 21 coureurs. De ce groupe, trois hommes s'isolent en tête : Connor Swift (Arkéa),  Frederik Frison (Lotto-Soudal) et Stan Dewulf (AG2R Citroen). Ils sont rapidement rejoints par Franck Bonnamour (B&B Hotel) alors que Connor Swift est victime d'une crevaison et doit laisser filer ses compagnons. Les trois coureurs de tête maintiennent une avance de 30 à 40 secondes sur le groupe de chasse. Sous l'impulsion de Valentin Madouas (Groupama-FDJ), dans la Côte du Vouvray à 17 kilomètres de l'arrivée, six hommes se positionnent derrière le trio de tête . Ce nouveau groupe de chasse est formé de Madouas, son coéquipier Arnaud Démare, Jasper Stuyven (Trek-Segafredo), Bob Jungels (AG2R Citroën), Roger Adrià (Kern Pharma) et Matis Louvel (Arkéa). Dans le groupe de tête, Frison crève dans le dernier chemin de vigne à 12,5 km du terme et le trio devient de facto un duo. Derrière ce duo Dewulf-Bonnamour, un autre duo franco-belge composé de Démare et de Stuyven se forme à 11 kilomètres de l'arrivée et réduit progressivement son retard sur les leaders. La jonction s'opère à 500 mètres de l'arrivée et un sprint à quatre est lancé. Arnaud Démare, meilleur sprinteur, franchit la ligne d'arrivée en vainqueur devançant son compatriote Franck Bonnamour.

## Classement final
| \| Classement général \| Classement général \| Classement général \| Classement général \| Classement général \| \| Coureur \| Coureur \| Pays \| Équipe \| Temps \| \| ------------------ \| ------------------ \| ------------------ \| ---------------------------------- \| ------------------ \| \| 1er \| Arnaud Démare \| France \| Groupama-FDJ \| 4 h 33 min 07 s \| \| 2e \| Franck Bonnamour \| France \| B&B Hotels p/b KTM \| + 0 s \| \| 3e \| Jasper Stuyven \| Belgique \| Trek-Segafredo \| + 0 s \| \| 4e \| Stan Dewulf \| Belgique \| AG2R Citroën Team \| + 3 s \| \| 5e \| Danny van Poppel \| Pays-Bas \| Intermarché-Wanty-Gobert Matériaux \| + 40 s \| \| 6e \| Bryan Coquard \| France \| B&B Hotels p/b KTM \| + 40 s \| \| 7e \| Arne Marit \| Belgique \| Sport Vlaanderen-Baloise \| + 40 s \| \| 8e \| Andrea Pasqualon \| Italie \| Intermarché-Wanty-Gobert Matériaux \| + 40 s \| \| 9e \| Julien Trarieux \| France \| Delko \| + 40 s \| \| 10e \| Amaury Capiot \| Belgique \| Arkéa-Samsic \| + 40 s \| |                  |          |                                    |                 |
| |                  |          |                                    |                 |
| Source : ProCyclingStats |                  |          |                                    |                 |
| Classement général |                  |          |                                    |                 |
| Coureur | Coureur          | Pays     | Équipe                             | Temps           |
| 1er | Arnaud Démare    | France   | Groupama-FDJ                       | 4 h 33 min 07 s |
| 2e | Franck Bonnamour | France   | B&B Hotels p/b KTM                 | + 0 s           |
| 3e | Jasper Stuyven   | Belgique | Trek-Segafredo                     | + 0 s           |
| 4e | Stan Dewulf      | Belgique | AG2R Citroën Team                  | + 3 s           |
| 5e | Danny van Poppel | Pays-Bas | Intermarché-Wanty-Gobert Matériaux | + 40 s          |
| 6e | Bryan Coquard    | France   | B&B Hotels p/b KTM                 | + 40 s          |
| 7e | Arne Marit       | Belgique | Sport Vlaanderen-Baloise           | + 40 s          |
| 8e | Andrea Pasqualon | Italie   | Intermarché-Wanty-Gobert Matériaux | + 40 s          |
| 9e | Julien Trarieux  | France   | Delko                              | + 40 s          |
| 10e | Amaury Capiot    | Belgique | Arkéa-Samsic                       | + 40 s          |

### Classements UCI
La course attribue des points au Classement mondial UCI 2021 selon le barème suivant.
| Position           | 1er | 2e  | 3e  | 4e  | 5e | 6e | 7e | 8e | 9e | 10e | 11e | 12e | 13e | 14e | 15e | 16e à 30e | 31e à 40e |
| Classement général | 200 | 150 | 125 | 100 | 85 | 70 | 60 | 50 | 40 | 35  | 30  | 25  | 20  | 15  | 10  | 5         | 3         |